# Siegfried Lorenz (Politiker, 1930)

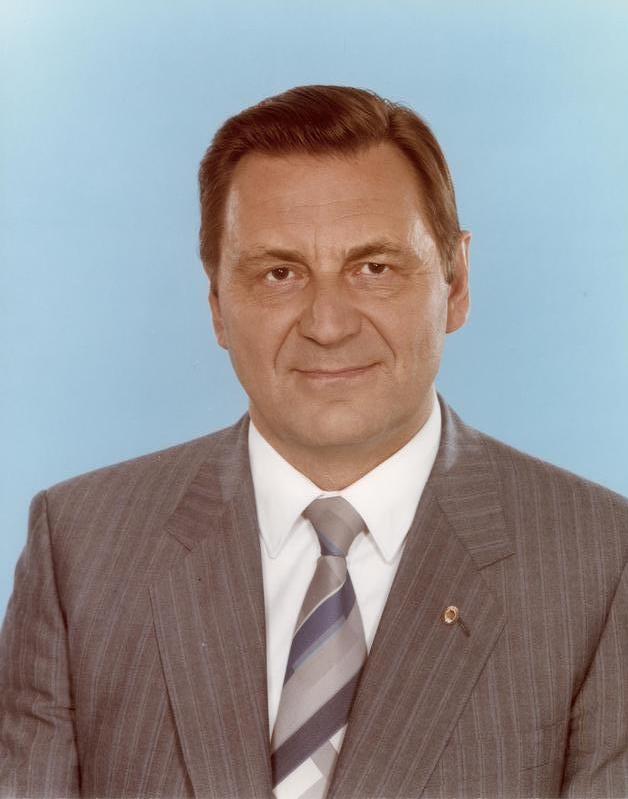
Siegfried Lorenz (1986)

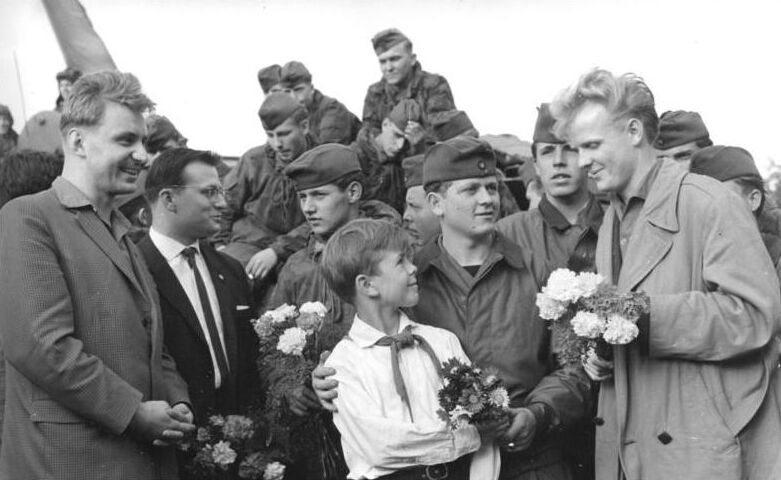
Siegfried Lorenz als Erster Sekretär der Bezirksleitung Berlin der FDJ bei der Verabschiedung von Jugendlichen zum Grenzdienst für die DDR (22. August 1961, Ost-Berlin)

Siegfried Lorenz (* 26. November 1930 in Annaberg) ist ein ehemaliger FDJ- und SED-Funktionär. Er war Mitglied des Politbüros des Zentralkomitees der SED und Erster Sekretär der SED-Bezirksleitung Karl-Marx-Stadt.

## Leben
Der Sohn eines Färbers und einer Schneiderin arbeitete nach dem Besuch der Volksschule von 1944 bis 1945 als landwirtschaftliche Hilfskraft und Laufbursche.
Er trat 1945 der SPD und 1946 der FDJ bei und wurde nach der Vereinigung von SPD und KPD 1946 Mitglied der SED. Er war 1946 als Sachbearbeiter bei der SED-Stadtleitung Annaberg beschäftigt und von 1946 bis 1947 Sekretär der FDJ-Stadtleitung Annaberg. 1947 besuchte er die Wirtschaftsschule Annaberg, 1948/49 die Arbeiter-und-Bauern-Fakultäten in Chemnitz und Leipzig und studierte bis 1951 Gesellschaftswissenschaften an der Universität Leipzig. Danach war er bis 1953 Abteilungsleiter Studentische Jugend beim Zentralrat der FDJ. Nach einem Studium an der Bezirksparteischule Berlin war er von 1954 bis 1956 Sekretär für Agitation und Propaganda der FDJ-Bezirksleitung Berlin. Nach einem weiteren Studium an der Parteihochschule Karl Marx mit dem Abschluss als Diplom-Gesellschaftswissenschaftler war er seit Januar 1958 Zweiter Sekretär und von 1961 bis 1965 Erster Sekretär der FDJ-Bezirksleitung Berlin. Außerdem war er von 1958 bis 1967 Stadtverordneter und Kandidat bzw. Mitglied der SED-Bezirksleitung Berlin.
Von 1961 bis 1976 war er Mitglied des Zentralrates der FDJ und von 1963 bis 1967 Berliner Vertreter und bis 1990 Abgeordneter der Volkskammer, unter anderem als Mitglied und Vorsitzender des Jugendausschusses. 1965/66 war er Leiter der Abteilung Parteiorgane der SED-Bezirksleitung Berlin. Von 1966 bis 1976 leitete er die Abteilung Jugend beim Zentralkomitee der SED und gleichzeitig die Jugendkommission beim Politbüro des ZK der SED. 1967 wurde er Kandidat und 1971 Mitglied des Zentralkomitees der SED. Von März 1976 bis November 1989 war Lorenz Erster Sekretär der SED-Bezirksleitung Karl-Marx-Stadt. 1985 wurde er Kandidat und 1986 Mitglied des Politbüros des ZK der SED. Vom 8. November bis zum 3. Dezember 1989 war Lorenz Sekretär des ZK der SED. Am 20./21. Januar 1990 wurde seine Mitgliedschaft in der SED von der Zentralen Schiedskommission der Partei bestätigt.

## Verurteilung wegen Beihilfe zum Mord
Im letzten Prozess gegen Mitglieder des früheren SED-Politbüros wegen der Todesschüsse an der Berliner Mauer hat das Berliner Landgericht am 6. August 2004 Lorenz wegen Beihilfe zum dreifachen Mord an Michael Bittner, Lutz Schmidt und Chris Gueffroy zu einer Freiheitsstrafe von 15 Monaten auf Bewährung verurteilt.

## Auszeichnungen
- Verdienstmedaille der DDR
- Ehrennadel der Nationalen Front
- 1964, 1969 und 1973 Vaterländischer Verdienstorden
- 1975 Kampforden „Für Verdienste um Volk und Vaterland“
- 1980 Karl-Marx-Orden
- 1984 Orden Banner der Arbeit